# Piézophile
Les organismes piézophiles (« piezzophiles », ou « barophiles ») sont des êtres vivants qui ne peuvent vivre qu'en pression hyperbare (à des pressions très élevées) comme les bactéries et plus particulièrement les Archaea vivant dans les grands-fonds océaniques.
De nombreux[Combien ?] vertébrés, invertébrés et des micro-organismes (surtout des procaryotes) sont trouvés là où la pression dépasse souvent les 380 atmosphères[réf. nécessaire] (environ 38 Mégapascals).
Certains de ces organismes piézophiles ont été découverts au fond de l'océan Pacifique où la pression était de 117 Mégapascals.

## Micro-organismes

### La bactérie «MT 41»
La bactérie « MT 41 » a été trouvée à 10 700 mètres de fond dans la fosse des Mariannes, sous une pression de 1 100 atmosphères à une température de 2 °C. Cette bactérie meurt en surface à pression ambiante et ne se reproduit plus quand la pression est inférieure à 380 atmosphères.

#### Mécanismes adaptatifs chez cette bactérie
Les parois cellulaires de la bactérie MT 41 protègent leur cytoplasme par des acides gras polyinsaturés à longue chaîne (comprenant jusqu'à 22 atomes de carbone) et la bactérie synthétise des pores protéiques particuliers (porines) contrôlant les échanges avec le milieu externe. À très haute pression, l'eau reste liquide à plus de 100 °C (dans les sources hydrothermales profondes). Des bactéries peuvent y vivre.

### L'hypothèse sur l'ancêtre commun à tous les êtres vivants
Certains scientifiques font l'hypothèse que les micro-organismes barophiles et thermophiles ressembleraient plus que tout autre être vivant actuel à l'ancêtre commun de toutes les cellules modernes, LUCA, et que la structure du code génétique aurait été formée chez ces organismes, en milieu hyperthermique et à haute pression hydrostatique. Cette hypothèse ne fait cependant pas l'unanimité parmi les scientifiques, car on connaît peu de séquences chez des organismes barophiles.

## Vertébrés: 2 familles de poissons téléostéens
Parmi les poissons abyssaux, il y a seulement deux familles de poissons téléostéens qui peuvent vivre en dessous de 6 000 mètres de profondeur (en zone hadale) :
- Liparidae ;
- Ophidiidae.